# Camera a bolle

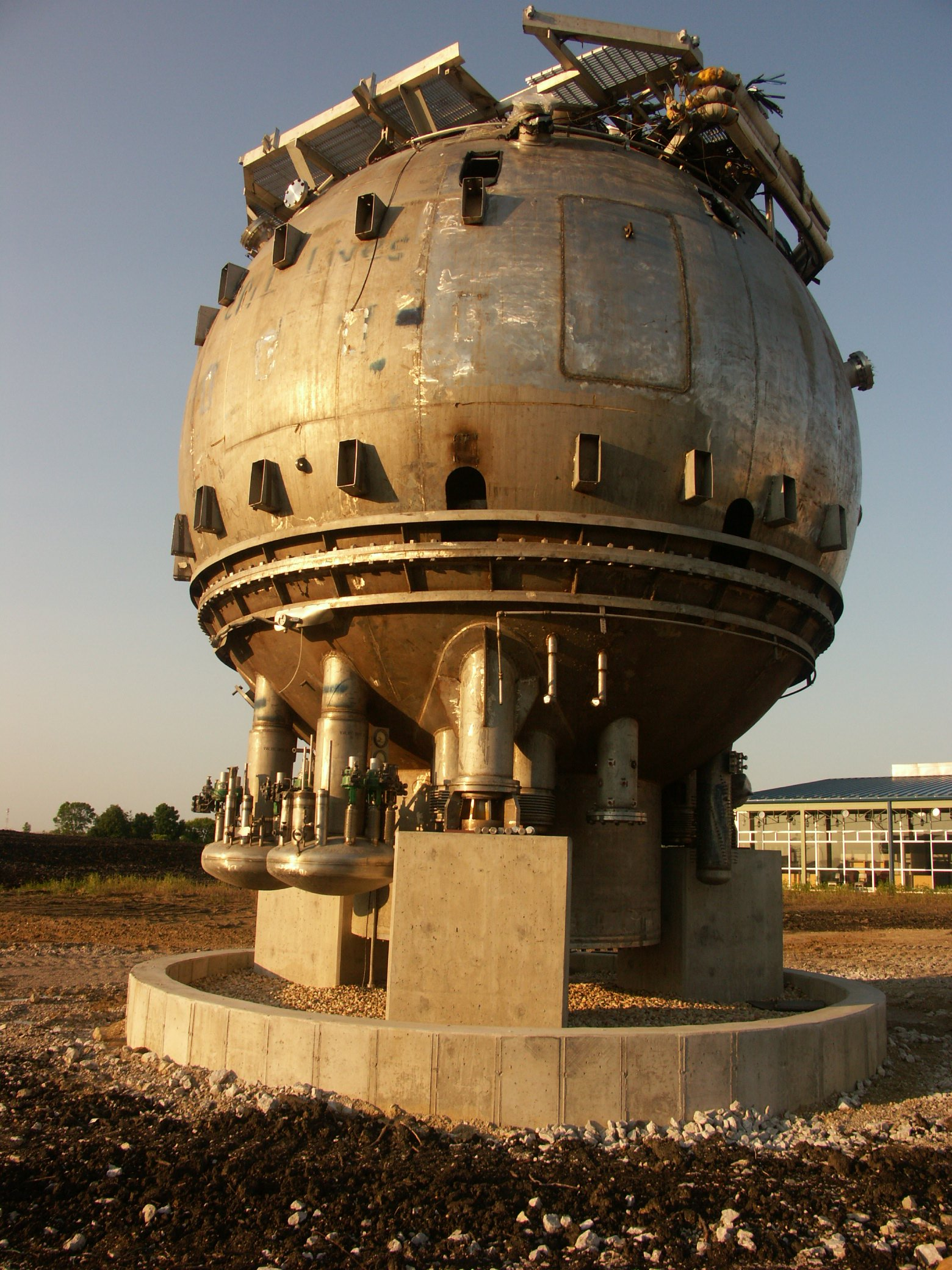
Camera a bolle.

La camera a bolle è uno strumento di rivelazione di particelle elementari ideato e realizzato per la prima volta da Donald Arthur Glaser nel 1952, simile per concezione alla camera a nebbia (o di Wilson) del 1899. 
Lo strumento (facente parte dei rivelatori a ionizzazione) usa una quantità di liquido surriscaldato oltre il punto di ebollizione, quindi molto instabile, e tale da provocare nuclei di ionizzazione con anche piccole perturbazioni dovute a particelle cariche.

## Struttura e funzionamento
La camera a bolle è costituita da un recipiente metallico cilindrico (di raggio pari a circa 5 metri) contenente il liquido in condizione metastabile (surriscaldato e compresso).

Schema di una camera a bolle

Una particella carica veloce che attraversi il recipiente ionizza molti atomi del liquido, perdendo nel contempo parte della sua energia pur senza subire deviazioni apprezzabili. Lungo il percorso della particella vengono a trovarsi ioni positivi e negativi attorno a cui il liquido inizia a bollire e le bollicine che si creano possono ingrandirsi fino a riempire tutta la camera.
Scattando diverse foto da angolazioni differenti, si ottiene una ricostruzione stereoscopica spaziale delle tracce.
Per poter riutilizzare nuovamente la camera a bolle è necessario aumentare la pressione per far cessare l'ebollizione del liquido, per poi ripristinare la situazione metastabile.
Solitamente una camera a bolle è circondata da un grosso magnete il cui campo magnetico, omogeneo in tutto lo spazio della camera, deflette le particelle cariche lungo una traiettoria circolare (ossia realizza un ciclotrone) il cui raggio dipende dalla quantità di moto delle particelle.
Analizzando le tracce, si hanno informazioni sulla massa e sulla velocità delle particelle. Dal raggio di curvatura R si ricava l'impulso della particella tramite la relazione seguente:
p [MeV/c] = 0,30 * B [kGauss] * R [cm] *g
p [GeV/c] =0,30 * B [T] * R [m] * g
essendo g l'ingrandimento della fotografia.

## Vantaggi
Rispetto alla camera a nebbia la camera a bolle offre:
- densità maggiore e quindi: maggiore ionizzazione, migliore definizione delle tracce e migliore risoluzione spaziale;
- tempo molto minore
- migliore potere di frenamento anche per particelle leggere o a bassa energia